# Urik (fiume)
L'Urik (in russo Урик?) è un fiume della Siberia Orientale, affluente di destra della Bol'šaja Belaja (bacino dell'Enisej). Scorre nel Okinskij rajon della Buriazia e nel Čeremchovskij rajon dell'Oblast' di Irkutsk, in Russia.

## Descrizione
Il fiume proviene da un piccolo lago tra i monti Kitojskie Gol'cy che si trovano nel sud-est dei Saiani Orientali. Scorre in direzione nord-orientale e sfocia nella Bol'šaja Belaja a 103 km dalla sua foce, presso il villaggio di Inga (a 182 km dalla foce del fiume Belaja). L'Urik ha una lunghezza di 210 km; l'area del suo bacino è di 3 520 km². Gela da fine ottobre-inizio novembre, sino a fine aprile-inizio maggio.
Il fiume è popolare per il turismo acquatico: presenta varie difficoltà di percorso (IV-V), canyon, gole e cascate.